# Campeonato Brasileiro de Futebol de 2003 - Série B
O Campeonato Brasileiro Série B de 2003 foi a 22.ª edição da competição equivalente à segunda divisão do futebol do Brasil e contou com 24 participantes incluindo os rebaixados da Série A em 2002: Palmeiras, Botafogo, Portuguesa e o Gama. O Campeonato contaria com o Brasiliense e o Marília recém promovidos da Série C em 2002. O Palmeiras foi o campeão e o Botafogo ficou com o vice; os dois clubes garantiram a vaga para a Série A em 2004. Rebaixados para a Série C em 2004: Gama e União São João.
A Série B de 2003 teve a participação de 24 equipes.
- Primeira fase: Os 24 participantes jogam todos contra todos, em turno único. As 8 equipes que mais somarem pontos nessa etapa classificam-se para a segunda fase. Os dois últimos colocados serão rebaixados para a Série C em 2004.
- Segunda fase: Os 8 classificados são divididos em 2 grupos de 4 equipes. Todos se enfrentam em turno e returno. Os dois primeiros colocados de cada grupo passam para a fase final.
- Fase final: Os 4 finalistas disputam um quadrangular em turno e returno. As duas equipes que mais pontuarem garante vaga para a Série A em 2004.

## Primeira Fase
| Classificação da 1ª Fase | Classificação da 1ª Fase | Classificação da 1ª Fase | Classificação da 1ª Fase | Classificação da 1ª Fase | Classificação da 1ª Fase | Classificação da 1ª Fase | Classificação da 1ª Fase | Classificação da 1ª Fase | Classificação da 1ª Fase |
| Time | Time                     | PG                       | J                        | V                        | E                        | D                        | GP                       | GC                       | SG                       |
| --- | ------------------------ | ------------------------ | ------------------------ | ------------------------ | ------------------------ | ------------------------ | ------------------------ | ------------------------ | ------------------------ |
| 1 | Palmeiras                | 47                       | 23                       | 13                       | 8                        | 2                        | 54                       | 25                       | 29                       |
| 2 | Botafogo                 | 41                       | 23                       | 11                       | 8                        | 4                        | 45                       | 16                       | 29                       |
| 3 | Remo                     | 39                       | 23                       | 11                       | 6                        | 6                        | 42                       | 33                       | 9                        |
| 4 | Sport                    | 37                       | 23                       | 9                        | 10                       | 4                        | 34                       | 22                       | 12                       |
| 5 | Brasiliense              | 37                       | 23                       | 9                        | 10                       | 4                        | 33                       | 24                       | 9                        |
| 6 | Marília                  | 36                       | 23                       | 9                        | 9                        | 5                        | 30                       | 23                       | 7                        |
| 7 | Náutico *                | 35                       | 23                       | 11                       | 5                        | 7                        | 41                       | 27                       | 14                       |
| 8 | Santa Cruz               | 35                       | 23                       | 10                       | 5                        | 8                        | 35                       | 38                       | -3                       |
| 9 | Paulista                 | 35                       | 23                       | 9                        | 8                        | 6                        | 37                       | 28                       | 9                        |
| 10 | Londrina                 | 31                       | 23                       | 8                        | 7                        | 8                        | 39                       | 42                       | -3                       |
| 11 | Ceará                    | 30                       | 23                       | 7                        | 9                        | 7                        | 35                       | 29                       | 6                        |
| 12 | Portuguesa               | 30                       | 23                       | 7                        | 9                        | 7                        | 39                       | 33                       | 6                        |
| 13 | Joinville *              | 30                       | 23                       | 7                        | 6                        | 10                       | 33                       | 41                       | -8                       |
| 14 | Avaí                     | 29                       | 23                       | 8                        | 5                        | 10                       | 22                       | 30                       | -8                       |
| 15 | Anapolina                | 29                       | 23                       | 8                        | 5                        | 10                       | 30                       | 42                       | -12                      |
| 16 | América de Natal         | 28                       | 23                       | 6                        | 10                       | 7                        | 36                       | 38                       | -2                       |
| 17 | CRB                      | 27                       | 23                       | 7                        | 6                        | 10                       | 28                       | 37                       | -9                       |
| 18 | Mogi Mirim               | 26                       | 23                       | 7                        | 5                        | 11                       | 28                       | 43                       | -15                      |
| 19 | São Raimundo-AM          | 26                       | 23                       | 6                        | 8                        | 9                        | 27                       | 31                       | -4                       |
| 20 | Vila Nova                | 26                       | 23                       | 6                        | 8                        | 9                        | 32                       | 39                       | -7                       |
| 21 | Caxias                   | 24                       | 23                       | 5                        | 9                        | 9                        | 27                       | 39                       | -12                      |
| 22 | América Mineiro          | 24                       | 23                       | 4                        | 12                       | 7                        | 36                       | 39                       | -3                       |
| 23 | Gama                     | 19                       | 23                       | 3                        | 10                       | 9                        | 28                       | 41                       | -13                      |
| 24 | União São João           | 16                       | 23                       | 4                        | 4                        | 15                       | 22                       | 44                       | -22                      |
| PG – Pontos ganhos; J – Jogos; V - Vitórias; E - Empates; D - Derrotas; GP – Gols pró; GC – Gols contra; SG – Saldo de gols |                          |                          |                          |                          |                          |                          |                          |                          |                          |

|  |                                             |
|  | Classificados para a Segunda Fase (Grupo A) |
|  | Classificados para a Segunda Fase (Grupo B) |
|  | Eliminados na Primeira fase                 |
|  | Rebaixados à Série C de 2004                |

* O Joinville ganhou os pontos da partida contra o Náutico pela 1ª rodada (4 a 3 para os pernambucanos), porque o Náutico escalou o lateral-esquerdo Marcos Lucas sem a devida liberação da CBF. Para critérios de desempate, o placar foi mantido.

### Confrontos
| Equipes        | AMG | ARN | ANA | AVA | BOT | BRS | CAX | CEA | CRB | GAM | JOI | LON | MAR | MOG | NAU | PAL | PAU | POR | REM | STC | SRM | SPR | USJ | VIL |
| -------------- | --- | --- | --- | --- | --- | --- | --- | --- | --- | --- | --- | --- | --- | --- | --- | --- | --- | --- | --- | --- | --- | --- | --- | --- |
| América-MG     | —   |     |     |     |     | 1–1 |     | 2–2 | 4–1 |     | 1–1 | 2–2 | 1–1 |     | 0–0 | 0–3 |     |     |     | 2–3 | 2–2 |     | 3–1 | 4–1 |
| America-RN     | 2–2 | —   |     | 1–0 | 1–2 | 3–3 |     |     |     |     |     | 2–0 |     | 0–0 |     |     |     | 2–2 |     | 2–0 | 1–1 |     | 2–0 | 1–2 |
| Anapolina      | 3–1 | 0–3 | —   | 1–1 |     |     | 0–0 |     |     | 4–2 |     |     |     | 1–1 | 3–1 | 1–2 |     |     | 2–1 | 1–1 |     |     | 2–4 | 2–0 |
| Avaí           | 0–1 |     |     | —   |     | 0–0 | 1–0 | 1–0 |     |     |     |     | 2–1 |     | 1–1 | 1–6 |     |     | 1–1 |     |     | 2–0 | 2–1 | 5–2 |
| Botafogo       | 2–1 |     | 4–0 | 1–1 | —   | 4–0 | 2–2 | 0–2 |     |     |     |     | 2–2 |     | 0–1 |     | 2–1 | 0–0 | 3–1 | 3–0 |     |     |     |     |
| Brasiliense    |     |     | 3–0 |     |     | —   | 1–1 | 1–0 | 2–1 |     | 2–0 |     | 0–0 |     | 1–0 | 1–1 |     |     |     | 5–1 | 2–1 |     | 3–0 |     |
| Caxias         | 2–1 | 4–0 |     |     |     |     | —   |     |     | 1–1 | 1–3 |     | 2–1 |     | 0–4 | 1–4 | 1–2 |     |     |     | 1–1 | 0–0 |     | 4–4 |
| Ceará          |     | 4–3 | 1–1 |     |     |     | 1–1 | —   | 3–0 | 1–1 | 4–0 |     | 2–2 |     | 2–2 | 1–1 | 2–1 |     | 3–1 |     |     | 0–2 |     |     |
| CRB            |     | 1–2 | 2–0 | 2–0 | 0–3 |     | 1–1 |     | —   | 1–0 |     |     |     | 3–1 |     |     | 1–1 | 2–0 | 2–2 |     |     | 1–1 |     |     |
| Gama           | 1–1 | 2–2 |     | 1–0 | 1–1 | 0–2 |     |     |     | —   |     | 2–2 |     | 4–3 |     |     | 0–0 | 1–1 | 1–3 |     |     | 1–2 |     | 2–2 |
| Joinville      |     | 2–4 | 3–1 | 2–2 | 3–2 |     |     |     | 3–1 | 4–3 | —   | 1–1 |     | 3–1 |     |     | 0–1 | 0–0 |     | 3–0 | 1–1 |     |     |     |
| Londrina       |     |     | 4–2 | 2–0 | 2–2 | 3–3 | 2–1 | 0–0 | 2–1 |     |     | —   |     | 4–2 |     |     |     | 4–2 | 1–3 | 3–1 |     |     |     | 1–0 |
| Marília        |     | 2–0 | 2–0 |     |     |     |     |     | 1–1 | 1–0 | 2–0 | 3–2 | —   |     | 2–1 | 1–2 | 0–0 |     | 0–1 | 2–0 |     |     |     |     |
| Mogi Mirim     | 3–0 |     |     | 1–0 | 1–4 | 2–0 | 0–1 | 1–2 |     |     |     |     | 3–2 | —   |     |     |     | 2–1 |     |     | 2–0 | 0–0 | 1–1 | 2–0 |
| Náutico        |     | 1–1 |     |     |     |     |     |     | 3–1 | 4–1 | 4–3 | 2–0 |     | 3–0 | —   | 2–1 |     |     |     |     | 1–0 | 0–1 | 4–1 | 1–2 |
| Palmeiras      |     | 1–1 |     |     | 0–0 |     |     |     | 1–1 | 2–2 | 2–1 | 1–0 |     | 5–0 |     | —   |     | 4–3 |     |     | 4–0 | 2–2 | 5–1 | 2–1 |
| Paulista       | 2–2 | 4–2 | 3–0 | 0–1 |     | 3–2 |     |     |     |     |     | 7–1 |     | 2–1 | 2–2 | 1–2 | —   |     | 1–1 | 1–1 |     |     |     |     |
| Portuguesa     | 2–1 |     | 1–2 | 4–1 |     | 1–1 | 4–0 | 3–2 |     |     |     |     | 1–1 |     | 2–1 |     | 3–0 | —   | 5–2 | 1–1 |     |     |     |     |
| Remo           | 2–2 | 1–1 |     |     |     | 2–0 | 2–0 |     |     |     | 2–0 |     |     | 6–0 | 1–3 | 2–1 |     |     | —   |     | 2–0 | 1–0 | 3–2 | 0–0 |
| Santa Cruz     |     |     |     | 2–0 |     |     | 3–1 | 2–1 | 3–1 | 2–1 |     |     |     | 1–1 | 2–0 | 2–2 |     |     | 5–2 | —   |     |     | 3–0 | 2–1 |
| São Raimundo   |     |     | 3–0 | 0–1 | 2–2 |     |     | 2–1 | 3–1 | 2–0 |     | 3–2 | 1–2 |     |     |     | 0–1 | 0–0 |     | 1–0 | —   |     |     |     |
| Sport Recife   | 1–1 | 2–2 | 2–2 |     | 1–2 | 0–0 |     |     |     |     | 3–0 | 1–1 | 2–2 |     |     |     | 2–0 | 2–0 |     | 4–0 | 3–2 | —   |     |     |
| União São João |     |     |     |     | 2–3 |     | 1–2 | 1–1 | 0–1 | 0–1 | 0–0 |     | 0–1 |     |     |     | 1–3 | 1–0 |     |     | 0–0 | 3–2 | —   | 2–1 |
| Vila Nova      |     |     |     |     | 2–1 | 0–0 |     | 2–1 | 1–2 |     | 3–0 | 1–0 | 1–1 |     |     |     | 1–1 | 3–3 |     |     | 2–2 | 0–1 |     | —   |

## Segunda Fase

### Grupo A
| Grupo A | Grupo A     | Grupo A | Grupo A | Grupo A | Grupo A | Grupo A | Grupo A | Grupo A | Grupo A |
| Time | Time        | PG      | J       | V       | E       | D       | GP      | GC      | SG      |
| --- | ----------- | ------- | ------- | ------- | ------- | ------- | ------- | ------- | ------- |
| 1 | Palmeiras   | 15      | 6       | 5       | 0       | 1       | 14      | 8       | 6       |
| 2 | Sport       | 8       | 6       | 2       | 2       | 2       | 9       | 8       | 1       |
| 3 | Brasiliense | 7       | 6       | 2       | 1       | 3       | 7       | 10      | -3      |
| 4 | Santa Cruz  | 4       | 6       | 1       | 1       | 4       | 7       | 11      | -4      |
| PG – Pontos ganhos; J – Jogos; V - Vitórias; E - Empates; D - Derrotas; GP – Gols pró; GC – Gols contra; SG – Saldo de gols |             |         |         |         |         |         |         |         |         |

|  |                                 |
|  | Classificados para a Fase Final |
|  | Equipes Eliminadas              |

#### Primeira Rodada
| 3 de Outubro de 2003 | Brasiliense | 1 – 0 | Sport | Boca do Jacaré, Brasília - DF |
| 20:30                |             |       |       |                               |

| 4 de Outubro de 2003 | Santa Cruz | 1 – 3 | Palmeiras | Arrudão, Recife - PE |
| 21:40                |            |       |           |                      |

#### Segunda Rodada
| 7 de Outubro de 2003 | Sport | 3 – 1 | Santa Cruz | Ilha do Retiro, Recife - PE |
| 20:30                |       |       |            |                             |

| 7 de Outubro de 2003 | Palmeiras | 3 – 2 | Brasiliense | Estádio Palestra Itália, São Paulo - SP |
| 20:30                |           |       |             |                                         |

#### Terceira Rodada
| 10 de Outubro de 2003 | Santa Cruz | 3 – 0 | Brasiliense | Estádio do Arruda, Recife - PE |
| 20:30                 |            |       |             |                                |

| 11 de Outubro de 2003 | Sport | 1 – 2 | Palmeiras | Ilha do Retiro, Recife - PE |
| 21:40                 |       |       |           |                             |

#### Quarta Rodada
| 17 de Outubro de 2003 | Brasiliense | 2 – 1 | Santa Cruz | Boca do Jacaré, Brasília - DF |
| 20:30                 |             |       |            |                               |

| 18 de Outubro de 2003 | Palmeiras | 2 – 3 | Sport | Estádio Palestra Itália, São Paulo - SP |
| 16:00                 |           |       |       |                                         |

#### Quinta Rodada
| 21 de Outubro de 2003 | Santa Cruz | 1 – 1 | Sport | Estádio do Arruda, Recife - PE |
| 20:30                 |            |       |       |                                |

| 21 de Outubro de 2003 | Brasiliense | 1 – 2 | Palmeiras | Boca do Jacaré, Brasília - DF |
| 20:30                 |             |       |           |                               |

#### Sexta Rodada
| 25 de Outubro de 2003 | Sport | 1 – 1 | Brasiliense | Ilha do Retiro, Recife - PE |
| 16:00                 |       |       |             |                             |

| 25 de Outubro de 2003 | Palmeiras | 2 – 0 | Santa Cruz | Estádio Palestra Itália, São Paulo - SP |
| 16:00                 |           |       |            |                                         |

### Grupo B
| Grupo B | Grupo B  | Grupo B | Grupo B | Grupo B | Grupo B | Grupo B | Grupo B | Grupo B | Grupo B |
| Time | Time     | PG      | J       | V       | E       | D       | GP      | GC      | SG      |
| --- | -------- | ------- | ------- | ------- | ------- | ------- | ------- | ------- | ------- |
| 1 | Marília  | 11      | 6       | 3       | 2       | 1       | 12      | 8       | 4       |
| 2 | Botafogo | 10      | 6       | 3       | 1       | 2       | 16      | 11      | 5       |
| 3 | Náutico  | 7       | 6       | 2       | 1       | 3       | 11      | 15      | -4      |
| 4 | Remo     | 5       | 6       | 1       | 2       | 3       | 9       | 14      | -5      |
| PG – Pontos ganhos; J – Jogos; V - Vitórias; E - Empates; D - Derrotas; GP – Gols pró; GC – Gols contra; SG – Saldo de gols |          |         |         |         |         |         |         |         |         |

|  |                                 |
|  | Classificados para a Fase Final |
|  | Equipes Eliminadas              |

#### Primeira Rodada
| 3 de Outubro de 2003 | Marília | 2 – 0 | Remo | Bento de Abreu, Marília - SP |
| 20:30                |         |       |      |                              |

| 4 de Outubro de 2003 | Náutico | 2 – 4 | Botafogo | Estádio dos Aflitos, Recife - PE |
| 21:40                |         |       |          |                                  |

#### Segunda Rodada
| 7 de Outubro de 2003 | Remo | 2 – 3 | Náutico | Mangueirão, Belém - PA |
| 20:30                |      |       |         |                        |

| 7 de Outubro de 2003 | Botafogo | 3 – 1 | Marília | Estádio Caio Martins, Niterói - RJ |
| 20:30                |          |       |         |                                    |

#### Terceira Rodada
| 10 de Outubro de 2003 | Náutico | 1 – 2 | Marília | Estádio dos Aflitos, Recife - PE |
| 20:30                 |         |       |         |                                  |

| 11 de Outubro de 2003 | Remo | 3 – 2 | Botafogo | Mangueirão, Belém - PA |
| 21:40                 |      |       |          |                        |

#### Quarta Rodada
| 17 de Outubro de 2003 | Marília | 4 – 1 | Náutico | Bento de Abreu, Marília - SP |
| 20:30                 |         |       |         |                              |

| 18 de Outubro de 2003 | Botafogo | 4 – 1 | Remo | Estádio Caio Martins, Niterói - RJ |
| 16:00                 |          |       |      |                                    |

#### Quinta Rodada
| 21 de Outubro de 2003 | Náutico | 2 – 2 | Remo | Estádio dos Aflitos, Recife - PE |
| 20:30                 |         |       |      |                                  |

| 21 de Outubro de 2003 | Marília | 2 – 2 | Botafogo | Bento de Abreu, Marília - SP |
| 20:30                 |         |       |          |                              |

#### Sexta Rodada
| 25 de Outubro de 2003 | Remo | 1 – 1 | Marília | Mangueirão, Belém - PA |
| 16:00                 |      |       |         |                        |

| 25 de Outubro de 2003 | Botafogo | 1 – 2 | Náutico | Estádio Caio Martins, Niterói - RJ |
| 16:00                 |          |       |         |                                    |

## Fase Final

### Grupo C
| Grupo C | Grupo C   | Grupo C | Grupo C | Grupo C | Grupo C | Grupo C | Grupo C | Grupo C | Grupo C |
| Time | Time      | PG      | J       | V       | E       | D       | GP      | GC      | SG      |
| --- | --------- | ------- | ------- | ------- | ------- | ------- | ------- | ------- | ------- |
| 1 | Palmeiras | 16      | 6       | 5       | 1       | 0       | 12      | 3       | 9       |
| 2 | Botafogo  | 8       | 6       | 2       | 2       | 2       | 9       | 10      | -1      |
| 3 | Sport     | 5       | 6       | 1       | 2       | 3       | 6       | 8       | -2      |
| 4 | Marília   | 3       | 6       | 0       | 3       | 3       | 2       | 8       | -6      |
| PG – Pontos ganhos; J – Jogos; V - Vitórias; E - Empates; D - Derrotas; GP – Gols pró; GC – Gols contra; SG – Saldo de gols |           |         |         |         |         |         |         |         |         |

|  |                                       |
|  | Campeão e promovido à Série A em 2004 |
|  | Vice e promovido à Série A em 2004    |
|  | Equipes Eliminadas                    |

#### Primeira Rodada
| 1 de Novembro de 2003 | Sport | 0 – 0 | Marília | Ilha do Retiro, Recife - PE |
| 16:00                 |       |       |         |                             |

| 03 de Novembro de 2003 | Botafogo | 1 – 1 | Palmeiras | Estádio Caio Martins, Niterói - RJ |
| 20:00                  |          |       |           |                                    |

#### Segunda Rodada
| 1 de Novembro de 2003 | Marília | 0 – 0 | Botafogo | Prudentão, Presidente Prudente - SP |
| 20:30                 |         |       |          |                                     |

| 5 de Novembro de 2003 | Palmeiras | 1 – 0 | Sport | Estádio Palestra Itália, São Paulo - SP |
| 21:30                 |           |       |       |                                         |

#### Terceira Rodada
| 8 de Novembro de 2003 | Botafogo | 3 – 1 | Sport | Estádio Caio Martins, Niterói - RJ |
| 16:00                 |          |       |       |                                    |

| 8 de Novembro de 2003 | Marília | 0 – 2 | Palmeiras | Bento de Abreu, Marília - SP |
| 21:40                 |         |       |           |                              |

#### Quarta Rodada
| 15 de Novembro de 2003 | Sport | 3 – 1 | Botafogo | Ilha do Retiro, Recife - PE |
| 16:00                  |       |       |          |                             |

| 15 de Novembro de 2003 | Palmeiras | 2 – 0 | Marília | Estádio Palestra Itália, São Paulo - SP |
| 21:40                  |           |       |         |                                         |

#### Quinta Rodada
| 22 de Novembro de 2003 | Sport | 1 – 2 | Palmeiras | Marco Antônio Maciel, Garanhuns - PE |
| 21:45                  |       |       |           |                                      |

| 22 de Novembro de 2003 | Botafogo | 3 – 1 | Marília | Estádio Caio Martins, Niterói - RJ |
| 21:45                  |          |       |         |                                    |

#### Sexta Rodada
| 29 de Novembro de 2003 | Palmeiras | 4 – 1 | Botafogo | Estádio Palestra Itália, São Paulo - SP |
| 16:00                  |           |       |          |                                         |

| 29 de Novembro de 2003 | Marília | 1 – 1 | Sport | Bento de Abreu, Marília - SP |
| 16:00                  |         |       |       |                              |

## Premiação
| Campeão Brasileiro 2003 Série B           |
| São Paulo                                 |
| ----------------------------------------- |
| Sociedade Esportiva Palmeiras (1º título) |

## Classificação Final
Fonte: Bola na área
| Pos | Equipes          | Pts | J  | V  | E  | D  | GP | GC | SG  | Classificação ou rebaixamento |
| --- | ---------------- | --- | -- | -- | -- | -- | -- | -- | --- | ----------------------------- |
| 1   | Palmeiras        | 78  | 35 | 23 | 9  | 3  | 80 | 36 | 44  | Promovidos à Série A de 2004  |
| 2   | Botafogo         | 59  | 35 | 16 | 11 | 8  | 70 | 47 | 23  | Promovidos à Série A de 2004  |
| 3   | Sport            | 50  | 35 | 12 | 14 | 9  | 49 | 38 | 11  |                               |
| 4   | Marília          | 50  | 35 | 12 | 14 | 9  | 46 | 40 | 6   |                               |
| 5   | Remo             | 44  | 29 | 12 | 8  | 9  | 51 | 47 | 4   |                               |
| 6   | Brasiliense      | 44  | 29 | 11 | 11 | 7  | 40 | 34 | 6   |                               |
| 7   | Náutico*         | 42  | 29 | 13 | 6  | 10 | 52 | 42 | 10  |                               |
| 8   | Santa Cruz       | 39  | 29 | 11 | 6  | 12 | 42 | 49 | -7  |                               |
| 9   | Paulista         | 35  | 23 | 9  | 8  | 6  | 37 | 28 | 9   |                               |
| 10  | Londrina         | 31  | 23 | 8  | 7  | 8  | 39 | 41 | -2  |                               |
| 11  | Avaí             | 30  | 23 | 8  | 6  | 9  | 23 | 29 | -6  |                               |
| 12  | Portuguesa       | 30  | 23 | 7  | 9  | 7  | 39 | 33 | 6   |                               |
| 13  | Ceará            | 30  | 23 | 7  | 9  | 7  | 36 | 30 | 6   |                               |
| 14  | Joinville*       | 30  | 23 | 7  | 6  | 10 | 35 | 41 | -6  |                               |
| 15  | América de Natal | 28  | 23 | 6  | 10 | 7  | 35 | 38 | -3  |                               |
| 16  | CRB              | 27  | 23 | 7  | 6  | 10 | 27 | 36 | -9  |                               |
| 17  | Anapolina        | 27  | 23 | 7  | 6  | 10 | 30 | 43 | -13 |                               |
| 18  | Mogi Mirim       | 26  | 23 | 7  | 5  | 11 | 28 | 43 | -15 |                               |
| 19  | Vila Nova        | 26  | 23 | 6  | 8  | 9  | 32 | 39 | -7  |                               |
| 20  | São Raimundo-AM  | 26  | 23 | 6  | 8  | 9  | 26 | 31 | -5  |                               |
| 21  | Caxias           | 24  | 23 | 5  | 9  | 9  | 27 | 39 | -12 |                               |
| 22  | América Mineiro  | 24  | 23 | 4  | 12 | 7  | 35 | 38 | -3  |                               |
| 23  | Gama             | 19  | 23 | 3  | 10 | 10 | 28 | 42 | -14 | Rebaixados à Série C de 2004  |
| 24  | União São João   | 16  | 23 | 4  | 4  | 15 | 22 | 44 | -22 | Rebaixados à Série C de 2004  |

- O Joinville ganhou os pontos da partida contra o Náutico, realizada em 26 de abril, quando o clube pernambucano escalou um jogador de forma irregular.[1]